# Trzy pieśni o Leninie
Trzy pieśni o Leninie (ros. Три песни о Ленине) – radziecki czarno-biały montażowy film dokumentalny z 1934 roku w reżyserii Dzigi Wiertowa. Trzy pieśni o Leninie – o jego życiu, śmierci oraz pamięć o nim. Film powstał dla uczczenia 10-tej rocznicy śmierci Lenina.